# Родионов, Алексей Павлович
Алексе́й Па́влович Родио́нов (26 февраля [10 марта] 1898; город Елец ныне Липецкой области — 24 октября 1965, город Москва) — советский военачальник, Герой Советского Союза (16.05.1944), генерал-майор (16.05.1944).

## Биография
Родился 26 февраля [10 марта] 1898 года в городе Елец Орловской губернии. В 1910 году окончил 3 класса школы в селе Тростное (Становлянский район Липецкой области). В 1911—1917 годах работал подмастерьем в Елецкой хлебопекарне.
В Русской императорской армии с января 1917 года. Служил в 1-м запасном артиллерийском дивизионе в Серпухове. Участник Первой мировой войны: в мае-декабре 1917 — рядовой 25-го легко-мортирного артиллерийского дивизиона (Юго-Западный фронт). В январе 1918 года рядовой Родионов был демобилизован.

## В РККА
В Красной армии с февраля 1918 года. Участник Гражданской войны: в феврале 1918 — январе 1919 — красноармеец Елецкого красногвардейского отряда. Участвовал в подавлении крестьянских выступлений в районе Ельца. В марте 1919 года зачислен на учёбу и в декабре 1919 года окончил Елецкие курсы красных командиров. Во время обучения на курсах в августе 1919 года участвовал в боях с конницей К. К. Мамантова во время её рейда по советским тылам, был ранен в руку.
В феврале-мае 1920 — командир взвода 1-го заградительного отряда Западного фронта, в мае-июле 1920 — командир взвода 1-го Смоленского запасного полка. В июле 1920 — январе 1921 — командир взвода, помощник командира и командир роты 151-го стрелкового полка 17-й стрелковой дивизии (Западный фронт). Участвовал в советско-польской войне и боях с бандами С. Н. Булак-Булаховича в Белоруссии, был контужен.
В 1921 году окончил Высшую тактическо-стрелковую школу командного состава РККА имени III Коминтерна «Выстрел». Продолжил службу в 17-й стрелковой дивизии (Московский военный округ) помощником командира батальона кадрово-учебного полка. В апреле-декабре 1922 года полк в полном составе участвовал в борьбе с басмачеством в Узбекистане, Родионов участвовал в боевых действиях в районе Старой Бухары и Карши в той же должности.
После возвращения полка в Московский ВО  служил помощником командира и командиром роты в 51-м стрелковом полку, с февраля 1924 по сентябрь 1925 — командир роты в 50-м стрелковом полку (в той же дивизии). В 1926 году окончил повторные курсы среднего комсостава (в Москве). После их окончания продолжал службу в 17-й стрелковой дивизии: командир роты, начальник и политрук полковой школы, командир батальона. С апреля 1934 — помощник коменданта, а в 1938—1942 — комендант Наркомата обороны СССР. В 1939 году полковник Родионов заочно окончил три курса Военной академии РККА имени М. В. Фрунзе.

## Великая Отечественная война
В августе 1941 года во время налёта вражеской авиации на Москву был ранен в ногу и шею. В мае 1942 года его направили на учёбу. В октябре 1942 года окончил ускоренный курс Высшей военной академии имени К. Е. Ворошилова (академия работала в эвакуации в Уфе).
Участник Великой Отечественной войны: с ноября 1942 года состоял в распоряжении штаба Сталинградского фронта, в январе-октябре 1943 — командир 302-й стрелковой дивизии (51-я армия, Южный фронт). Участвовал в Сталинградской битве, Ростовской, Донбасской, Мелитопольской операциях. В октябре 1943 года из-за болезни был отправлен в госпиталь в город Макеевка (Донецкая область, Украина), где пробыл до января 1944 года.
С февраля 1944 до конца войны — командир 77-й стрелковой дивизии (63-й стрелковый корпус, 51-я армия, 4-й Украинский фронт). Во главе её полковник А. П. Родионов особо отличился в Крымской наступательной операции. Дивизия под его командованием была введена в бой 11 апреля 1944 года и, взломав оборону противника на подступах к Симферополю, одной из первых 13 апреля 1944 года вступила в город. Преследуя врага, подразделения дивизии 18 апреля с ходу овладели городом Балаклава. В ходе штурма Севастополя 7 мая 1944 года воины дивизии штурмовали укрепления врага на Сапун-горе. Заняв гребень горы, воины дивизии водрузили там Красное знамя, а затем отразили несколько ожесточённых контратак врага на захваченном рубеже. Упорно сбивая немцев с каждой позиции, утром 9 мая 1944 года дивизия первой ворвалась на Корабельную сторону Севастополя. В ходе Крымской операции воины дивизии уничтожили около 1200 и захватили в плен около 1100 солдат и офицеров противника, уничтожили 6 танков и свыше 50 артиллерийских орудий, захватили 88 артиллерийских орудий, нанесли иной большой урон врагу.
За умелое командование дивизией и проявленные при этом мужество и героизм Указом Президиума Верховного Совета СССР от 16 мая 1944 года полковнику Родионову Алексею Павловичу присвоено звание Героя Советского Союза с вручением ордена Ленина и медали «Золотая Звезда».
После завершения освобождения Крыма дивизия в составе 51-й армии была переброшена в Прибалтику и в июне 1944 передана на 1-й Прибалтийский фронт (в феврале 1945 — на 2-й Прибалтийский фронт). Там генерал Родионов во главе её участвовал в Белорусской стратегической (Шяуляйская фронтовая) и в Прибалтийской стратегической (Рижская и Мемельская фронтовые операции), а затем в блокаде курляндской группировки противника.

## После войны
После войны продолжал командовать 77-й стрелковой дивизией, которая в сентябре 1945 года была переброшена в Уральский военный округ. После расформирования дивизии в июле 1946 года — командир 4-й отдельной стрелковой бригады. В том же июле 1946 года назначен командиром 37-й отдельной стрелковой бригады в Северо-Кавказском военном округе. Командовал ею до расформирования бригады в апреле 1947 года. С августа 1947 — заместитель начальника Управления Советской военной администрации Земли Саксония в Германии, с февраля 1950 по декабрь 1951 — военный комендант советского сектора оккупации Берлина.
В 1952 году окончил Высшие академические курсы при Высшей военной академии имени К. Е. Ворошилова. С декабря 1952—1957 — заместитель начальника Управления всеобщего военного обучения (с мая 1953 — Управление вневойсковой подготовки) Главного управления боевой и физической подготовки Сухопутных войск. С марта 1957 года генерал-майор А. П. Родионов — в запасе.
Жил в Москве.

## Смерть
Умер 24 октября 1965 года. Похоронен на Кузьминском кладбище в Москве.

## Награды
- Герой Советского Союза (16.05.1944)[8];
- два ордена Ленина (16.05.1944; 21.02.1945);
- три ордена Красного Знамени (26.09.1944[9]; 3.11.1944; 1950);
- орден Отечественной войны 1-й степени (28.06.1943)[10];
- орден Красной Звезды (14.06.1940);
- медали: "За оборону Сталинграда", "За оборону Москвы"[11], "За победу над Германией" и другие.

## Память
- Именем А. П. Родионова названа улица в городе Симферополь (Крым).
- Именем А. П. Родионова названа улица в городе Севастополь (Крым).
- В Ельце на площади Победы установлен его горельеф.